# Гелене Маріє Фоссесгольм
Гелене Маріє Фоссесгольм (норв. Helene Marie Fossesholm) — норвезька лижниця, чемпіонка світу.
Золоту медаль чемпіонки світу Фоссесгольм завоювала на світовій першості 2021 року в німецькому Оберстдорфі в складі норвезької естафетної команди.
Крім лижних перегонів, Фоссесгольм займається гірським велосипедом.